# 青石崖站
青石崖站是位于中华人民共和国陕西省宝鸡市渭滨区益门乡的一座四等铁路车站，地处宝成铁路全线坡度最大的区段，是该线路在秦岭高坡区段的一个重要列车会让点，也是该线路全线海拔最高、曲线半径最小的车站，由中国铁路西安局集团管理。车站距离宝鸡站38公里，建于1956年，邮政编码721006，现办理客货运业务；车站及其上下行区间均已电气化。

## 历史

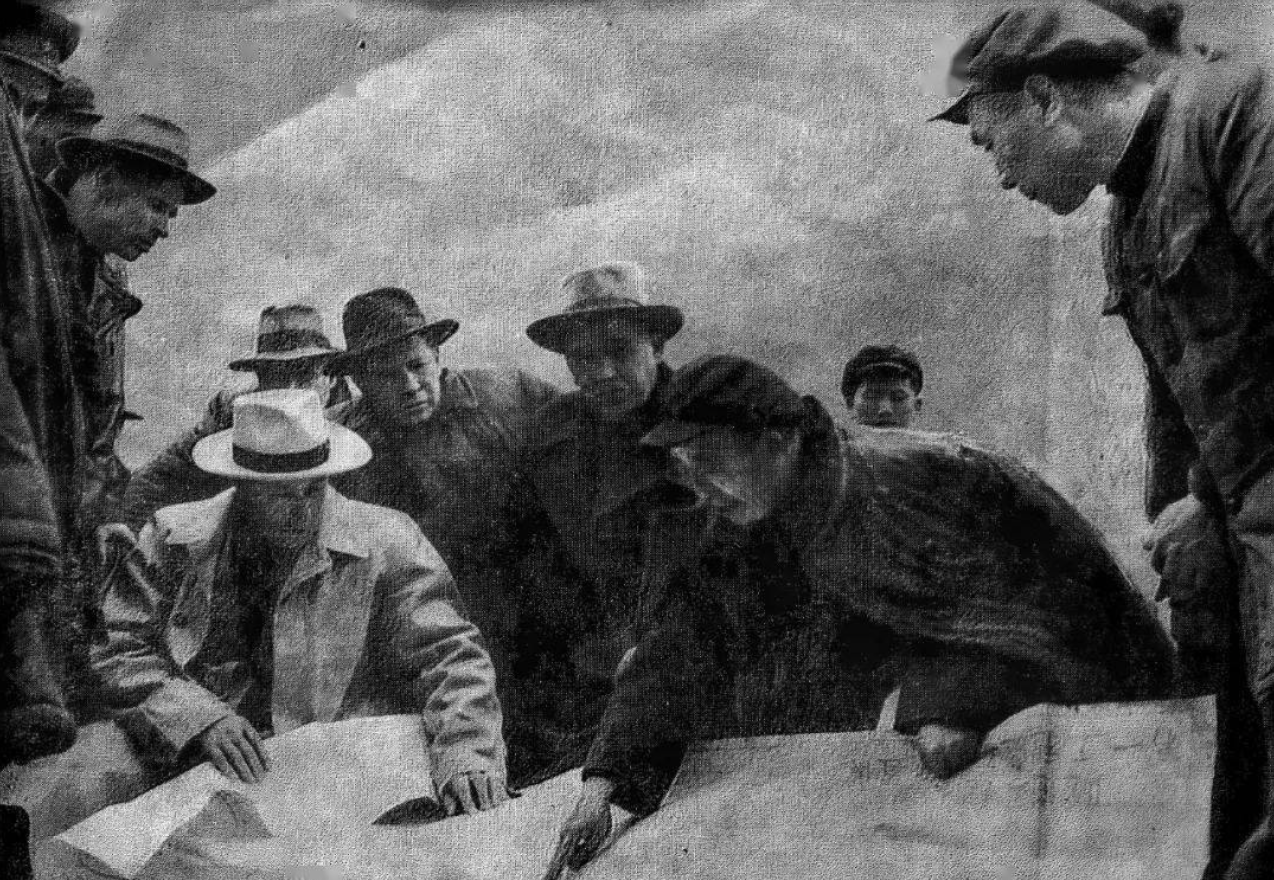
时任铁道部部长滕代远与苏联专家在青石崖现场指导爆破（1955年）

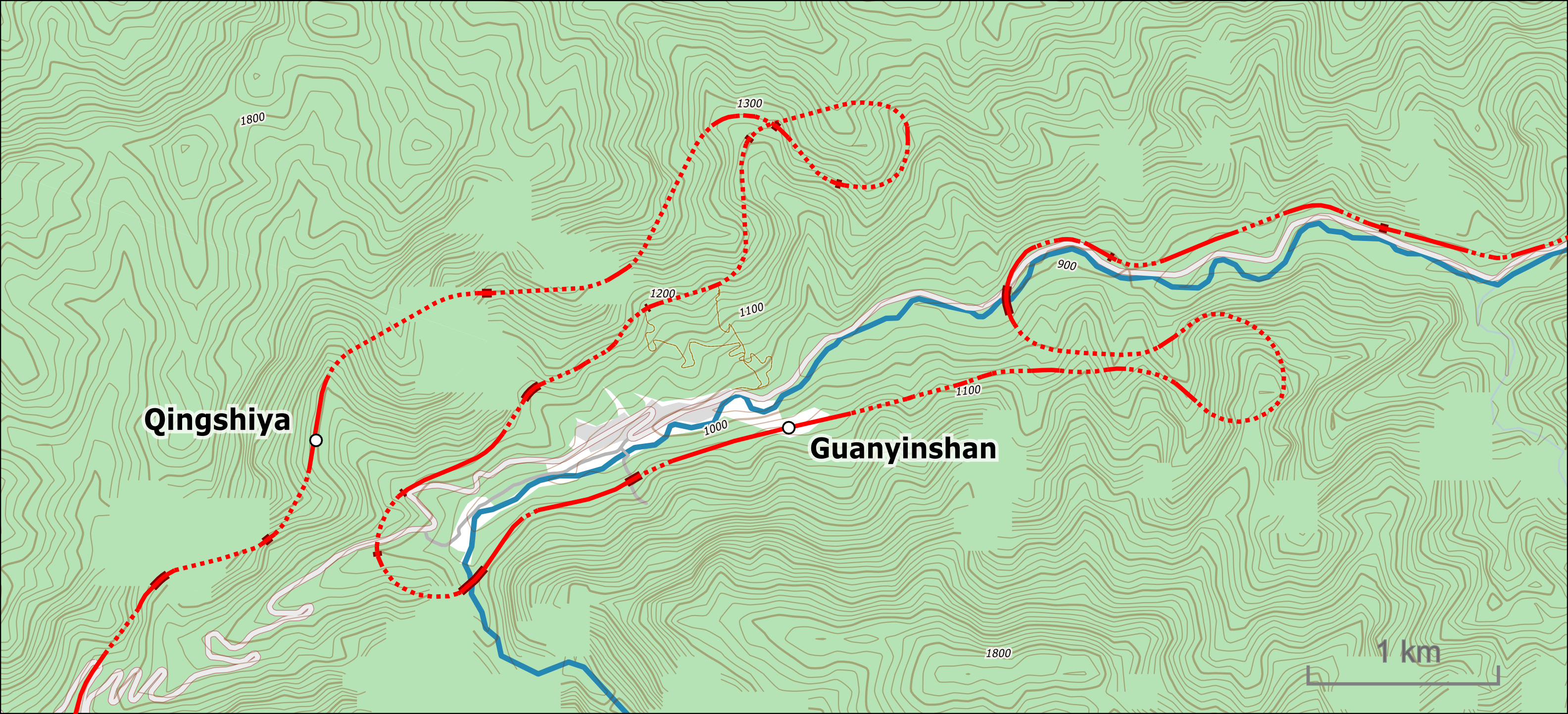
观音山站和青石崖站相对观音山展线的位置

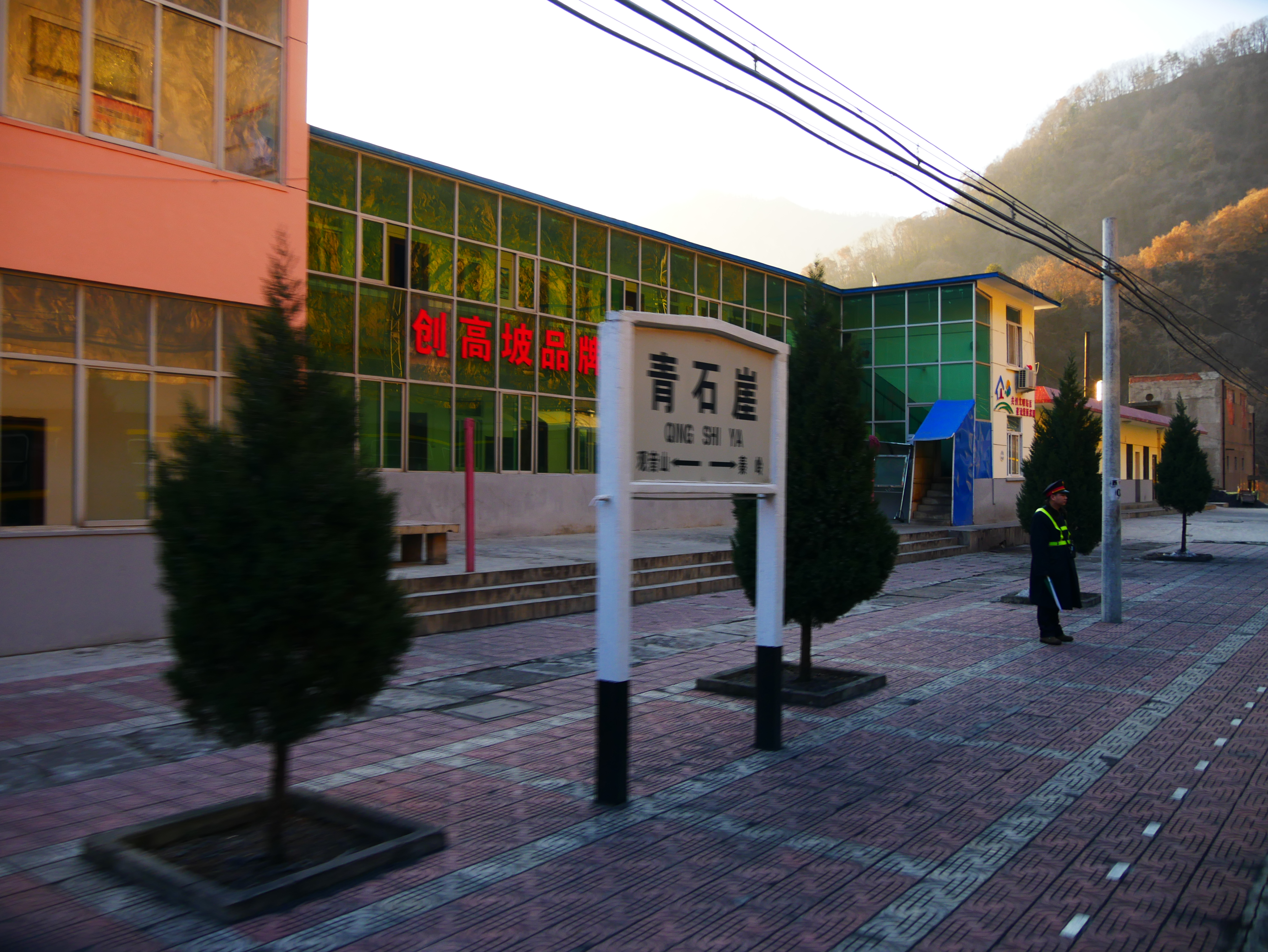
青石崖站老站房（2017年）

1952年下半年起，铁道部宝鸡—略阳勘测设计总队在苏联专家的协助和建议下对宝成铁路略阳站以北的线路进行了地形图的草测；1953年，设计总队完成了这段线路的初测。在与天水—略阳铁路方案进行比较后，铁道部正式决定选用宝鸡—略阳铁路方案作为宝成铁路北段的走线。在这一走线方案中，线路需经大散關上秦岭北坡，在驶离杨家湾站后需要在六公里的直距内盘旋而上，经过两个马蹄形走线和一个8字形走线后升高680米后抵达青石崖。
青石崖站原本是一处边坡坡顶高达122米的悬崖；为开辟站场，1955年9月27日，施工方对青石崖附近实施“炸山平沟”。爆破前，工人在3个山头共挖药室36个，其中最大的有83立方米、装填炸药334吨。此次爆破扬弃石方8.1万立方米，松动石方18万立方米，缩短了4个月工期，并节约了67.5万元的投资；除此之外，站区内1个山沟被填平，其500余米范围内另填挖20余万立方米，挖方边坡最高处达122米，填方最深处达40米。:796时任中华人民共和国国务院第六办公室副主任郭洪涛、铁道部副部长武竞天亲临工地，目睹了青石崖大爆破。车站在1956年完工，1958年元旦随宝成铁路通车；在此期间，时任中国共产党中央委员会主席毛泽东、中共中央政治局委员贺龙和陈毅元帅均曾在此站视察或合影留念。
1960年4月29日，时任国家主席刘少奇携夫人王光美乘专列前往成都参加庆祝国际劳动节的活动途中在青石崖站下车视察并发表讲话。在此次视察后，郑州铁路局及其下属宝鸡铁路分局和宝鸡车务段对青石崖车站的投入都大幅增加；车站职工为纪念刘少奇在青石崖站的视察决定在其发表讲话的地方修筑一处凉亭。在宝鸡车务段的支持下，车站人员自己动手修建了“少奇亭”，并于1962年春完工。文化大革命期间，凉亭因刘少奇被诋毁构陷而受毁坏。
车站在1974年前无人在车站住宿，夜晚有突发情况很难及时赶到处理；车站所有用水均为观音山站通过列车运送。1974年后，由于铁路行车岗位要求，这里的员工须要24小时值班，车站实行四班三运转，即值班需在车站驻扎5天6夜，之后休息3天的工作制度；驻站人员需要步行近1个小时穿过秦岭的山路后通过山脚的省道乘车回家。车站用水改为从山上引泉水；因管道年久失修，驻站人员利用休班时间亲自动手改造并重新铺设了一根引水管道。
1978年，宝鸡电务段在青石崖站修建电务机械室，少奇亭被整体搬迁到车站中间、站房后方的土堆，并撤去了“少奇亭”的牌匾。刘少奇被平反后，车站为搬迁后的新少奇亭重新题牌匾“少奇亭”三字。1989年，原中国共产党中央顾问委员会常委汪峰在青石崖站题词“秦岭之巅，共青团车站”；同年4月26日，共青团陕西省委、郑州铁路局团委在青石崖站举行“共青团车站”命名仪式；时任宝鸡车务段团委书记闻仁成带领共青团员重新油漆少奇亭，并令西安铁路分局青年书法家钟小平为其重新题字。
2005年3月郑州铁路局一分为三后，车站由郑州铁路局转移至西安铁路局管辖。2012年6月1日至9月中旬，中铁八局对青石崖站实施联锁改造；10月24日，青石崖站重新开通。2021年10月，青石崖站开始对车站进行改造；改造方案全部由驻站工作人员设计。

## 车站概况
青石崖站目前作为乘降所办理客运服务，站区面积不足一平方千米，西靠峭壁，东临悬崖，系为会车而设计，没有出入站口——车站工作人员须从观音山站徒步或乘通勤列车出入本站。车站站台长度不足200米，进出站信号机和道岔全部位于车站两端的隧道内。1988年第一季度，车站共售票3张，财务收入仅2元7角。车站目前暂未安装移动通讯信号设备。

## 事件事故
青石崖站铁路设施很大一部分位于隧道中，导致线路雨季易积水生锈、冬季易上冻结冰，因此车站工作人员对线路保养的重视程度很高。自车站建成至2015年，车站未发生任何安全事故。
1987年5月22日0时55分前后，观音山站发生枪击案件；青石崖站自0时57分起持续呼叫观音山站，均无法取得联系。一段时间后观音山站唯一幸存的站务人员在被铳击至重伤的情况下拨通至青石崖站的电话，并向时任青石崖站临站值班员刘陇光报告了车站发生的情况。在青石崖站将情况上报秦岭公安所后，时任西安铁路分局副局长刘世柱命令宝鸡机务段段长苟德宁赴观音山车站接替行车指挥，命令宝鸡铁路医院立即派救护车赶赴观音山车站抢救受伤人员，同时所有客货车以40公里时速迅速通过青石崖，以防持枪暴徒扒车逃窜。同日15时，2名犯罪嫌疑人被逮捕；7月10日，郑州铁路局和郑州铁路公安局在西安召开大会，对侦破观音山站5.21特大暴力枪杀案的有功单位和有功个人进行表彰；作为参与对逃犯的抓捕、伤员救治以及恢复铁路正常运转的单位，青石崖站受到嘉奖。

## 衍生文化
2016年，青石崖车站被命名为“全路共青团教育基地”。2021年青石崖站完成改造后，另新建“青石崖站房荣誉室”和“青石缘展区”，供铁路职工前来参观和学习。

## 邻近车站


## 延伸阅读
- 6063/6064次列车